# Silvopastura

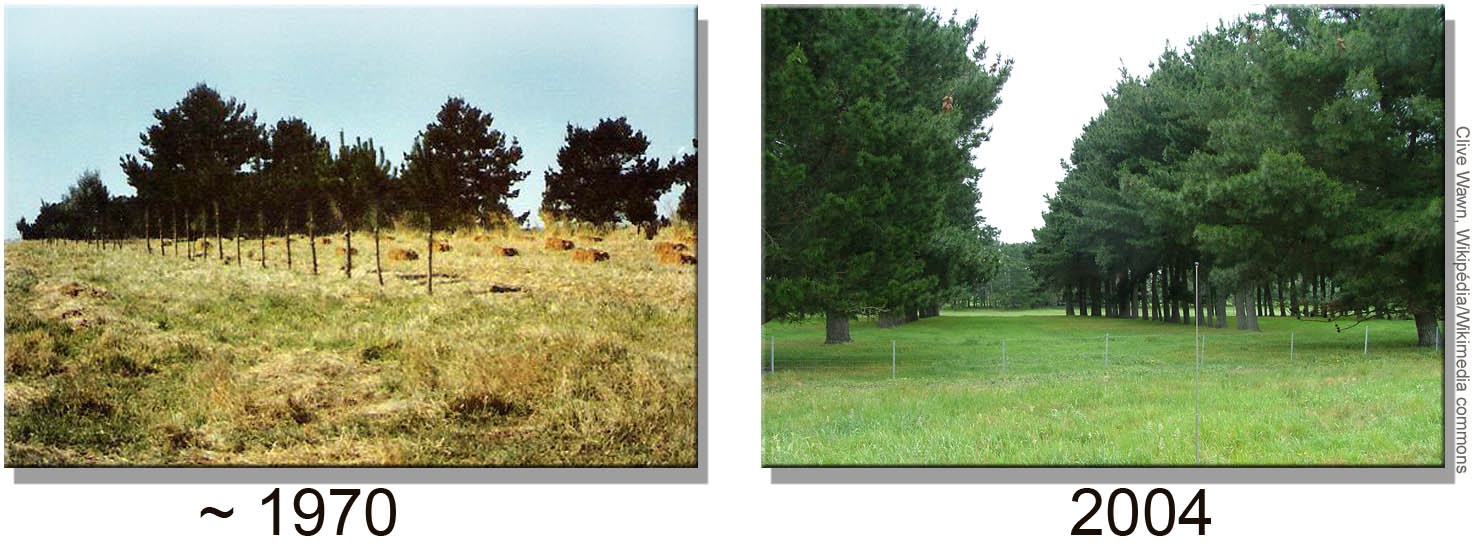
Silvopastura al llarg dels anys.

Silvopastura (Llatí, silva bosc) és la pràctica de combinar forestació i pasturatge d'animals domesticats d'una manera mútuament beneficiosa. Els avantatges d'una operació de silvopastura correctament gestionada són un augment de la conservació de la terra i un augment d'ingressos a llarg termini a causa de la producció simultània d'arbres i animals de pastura. Els arbres són gestionats per l'alt valor econòmic de la fusta i alhora, proporcionen ombra i refugi pel bestiar, reduint estrès i de vegades incrementant la producció de farratge.
Els sistemes silvopastorals són sens dubte la pràctica d'agroforestatge més prominent en els Estats Units, particularment al sud-est. En el Regne Unit, s'està realitzant un estudi a escala nacional sobre sistemes silvopastorals en els quals densitat d'espècies d'arbres i plantes són estudiades en una serie de localitzacions. Aquest s'anomena The Silvopastoral National Network Experiment.